# Pequena Grande Vida
Downsizing (bra/prt: Pequena Grande Vida) é um filme norte-americano de 2017, dos gêneros ficção científica e comédia dramática, dirigido por Alexander Payne, com roteiro dele e de Jim Taylor.

## Sinopse
O cientista norueguês Jørgen Asbjørnsen inventa uma tecnologia capaz de encolher pessoas e animais ao tamanho de 12,7 cm. A invenção, que permite um estilo de vida mais opulento e inofensivo ao meio-ambiente, logo se populariza pelo mundo e a primeira "microcolônia" é fundada na Noruega, seguida de várias outras.
Anos depois, o americano Paul Safranek e sua mulher Audrey, que vivem em Omaha, decidem passar pelo processo irreversível de encolhimento para poder se mudar para uma mansão na microcolônia Lazerlândia (Leisureland) no Novo México. Após ser operado, Paul recebe uma ligação de Audrey em que ela diz que desistiu da operação no último minuto. Triste e sem esposa, Paul procura outras formas de se distrair em Lazerlândia, não podendo também exercer sua profissão de terapeuta ocupacional devido à invalidade da sua licença em outro estado.  
Um ano depois, após assinar sua carta de divórcio, Paul acaba fazendo amizade com seu vizinho sérvio Dušan Mirković. Através de Dušan, ele conhece Ngoc Lan Tran, uma moça vietnamita que fora encolhida contra a sua vontade pelo governo autoritário de seu país e transportada ilegalmente para os Estados Unidos. Paul começa a ajudar Ngoc Lan, que não tem uma perna e trabalha como faxineira, nos seus afazeres e serviço humanitário. Um dia, Dušan convida Paul a visitar a colônia original na Noruega a fim de livrá-lo de suas obrigações, mas Ngoc Lan insiste em ir junto.  
Na Noruega, a bordo de um barco a atravessar um fjord, Paul e Ngoc Lan conhecem Jørgen Asbjørnsen, o criador da tecnologia do encolhimento, que lhes conta sobre a recente descoberta que o mundo está prestes a acabar devido à emissão de gás metano da Antártida. Na colônia, Paul descobre sobre o plano de enviar voluntários a um "cofre" subterrâneo para ficar lá por 8000 anos e salvar a humanidade. Ele decide se juntar ao projeto, o que o faz brigar com Ngoc Lan. No último momento, Paul desiste e decide voltar à sua vida em Lazerlândia ajudando Ngoc Lan.

## Elenco
- Matt Damon como Paul Safranek
- Christoph Waltz como Dušan Mirković
- Hong Chau como  Ngoc Lan Tran
- Kristen Wiig como Audrey Safranek
- Rolf Lassgård como o Dr. Jørgen Asbjørnsen